# Lengenfeld (Vogtland)
Lengenfeld is een gemeente in de Duitse deelstaat Saksen, gelegen in de Vogtlandkreis.
Lengenfeld telt 7.042 inwoners.

## Geboren
- Konstantin von Tischendorf (1815-1874), lutherse theoloog en bijbelwetenschapper
- Carl Ordnung (1927-2012), evangelisch-methodistich voorganger, journalist en politicus

Adorf ·
Auerbach ·
Bad Brambach ·
Bad Elster ·
Bergen ·
Bösenbrunn ·
Eichigt ·
Ellefeld ·
Elsterberg ·
Falkenstein ·
Grünbach ·
Heinsdorfergrund ·
Klingenthal ·
Lengenfeld ·
Limbach ·
Markneukirchen ·
Mühlental ·
Mühltroff ·
Muldenhammer ·
Netzschkau ·
Neuensalz ·
Neumark ·
Neustadt/Vogtl. ·
Oelsnitz ·
Pausa-Mühltroff ·
Plauen ·
Pöhl ·
Reichenbach im Vogtland ·
Rodewisch ·
Rosenbach/Vogtl. ·
Schöneck/Vogtl. ·
Steinberg ·
Theuma ·
Tirpersdorf ·
Treuen ·
Triebel/Vogtl. ·
Weischlitz ·
Werda ·
Zwota